# Silvije Strahimir Kranjčević
Silvije Strahimir Kranjčević (Senj, 17. veljače 1865. – Sarajevo, 29. listopada 1908.) bio je hrvatski pjesnik. Smatra se najznačajnijim hrvatskim pjesnikom realizma i važnim pravašem.

## Životopis
Silvije Strahimir Kranjčević rođen je 1865. godine u Senju, pod Nehajem. Djed mu je bio rodom iz otočke pukovnije a otac mu Špiro rođen je u Senju. Kranjčević je rođen u obitelji gradskoga činovnika Spiridiona (Špire) (1814. – 1885.) i Marije (rođ. Marković) (1832. – 1880.) Kranjčević. Špiri je taj brak bio treći a Mariji drugi. Iz prvoga braka Špiro imao je sina Filipa, upravnoga činovnika u Bosni a Marija kćer Otiliju (1853. – 1939.). U njihovome braku nakon Silvija imali su dva sina, Antuna (1867. – 1942.) odvjetnika i Spiridiona (1871. – 1929.), svećenika, te jednu kćer Ernestinu (1870. – ?) koja je umrla u ranoj mladosti. Silvije Strahimir Kranjčević u rodnome gradu pošao je 1871. godine u prvi razred pučke škole koju je svršio 1875. godine. Polazio je senjsku klasičnu gimnaziju (1875. – 1883.) gdje zbog svoje buntovne naravi završivši gimnaziju nije maturirao. Završivši osmi razred 1883. godine dobio je Svjedodžbu koja je izdana 27. srpnja, a u kojoj ocijenjeno je kako je bio vladanja "prikorna radi nepokornosti i osornosti". Godine 1883. od 1. listopada, počeo je polaziti senjsku bogosloviju, a odatle je, 29. listopada, zagovorom biskupa Jurja Posilovića poslan na teološki studij. Elitni zavod Germanico-Hungaricum u Rimu, gdje je imao postati svećenikom, napušta vrlo brzo, u svibnju 1884. godine, jer ne osjeća u sebi svećenički poziv. Ali je taj kratki boravak u "Vječnom gradu" ostavio trajni, neizbrisivi trag u njegovoj osjećajnosti i njegovu pjesništvu. Preko Zadra došao je u Zagreb gdje je 4. lipnja napisao molbu Zemaljskoj vladi za dopuštenje polaganja ispita zrelosti u senjskoj gimnaziji, no molba mu je odbijena na prijedlog ravnateljev.
U Zagrebu 1885. godine polazi i 1886. godine završava jednogodišnji učiteljski tečaj iz slovničko-povijesne skupine. Dobio je, 6. ožujka,"svjedodžbu osposobnicu" koja ga utvrđuje "osposobljenim za učitelja na gradjanskih školah, i to da može predavati: hrvatski i njemački jezik, zemljopis i povijest". Iste godine odbijena mu je molba Visokoj zemaljskoj vladi u Zagrebu, poslana 29. travnja, za namještenje u svojstvu učitelja, te šalje novu molbu, 6. svibnja, za dopuštenje besplatnoga prakticiranja u senjskoj pučkoj školi. Do kraja tekuće školske godine bio je vježbenik-volonter u muškoj pučkoj školi u Senju. Dana 8. srpnja 1886. godine senjski gradski načelnik izdao mu je svjedodžbu da je "uopće uzornoga kako moralnoga tako i političkoga ponašanja" a kao prilogom i preporukom za "mjesto učitelja u trgovačkoj školi u Bosni i Hercegovini". Odlazi službovati u Bosnu i Hercegovinu, jer u Khuenovoj Hrvatskoj za nj nije bilo kruha. Mostar, Livno, Bijeljina, Sarajevo: to su njegove životne postaje, gradovi u kojima nije samo ostvarivao svoju egzistenciju nego i pjesnički sazrijevao.
U Sarajevu je punih osam godina (1895. – 1903.) uređivao književni časopis Nadu, koji je izdavala Zemaljska vlada Bosne i Hercegovine. Nominalni urednik bio je vladin savjetnik Kosta Hörmann, čovjek širokih obzorja, dobročinitelj Matošev, ali je stvarni urednik časopisa, Hörmannovim povjerenjem, bio Kranjčević. Uživao je zaista zavidnu slobodu i zahvaljujući njoj Nada je okupljala najuglednije hrvatske književnike i postala najvažniji književni časopis hrvatske moderne. U njoj je objavio veći broj svojih književnih prikaza i ocjena, a neki od njih vidno nadilaze trenutne potrebe, zbog kojih su bili napisani. Dana 17. veljače 1898. godine vjenčao se je s Gabrijelom (Elom) (rođ. Kašaj) učiteljicom francuskoga jezika u sarajevskoj djevojačkoj školi.
Oko 1903. godine počeo je obolijevati. Profesorom i ravnateljem Trgovačke škole imenovan je 1904. godine. Zbog kamenaca u mjehuru tri puta je operiran. Nakon neuspješna liječenja u Sarajevu u studenome 1906. godine otišao je na liječenje u Beč. Dana 15. studenoga 1906. godine biva primljen na liječenje u bečku Polikliniku, a 23. studenoga iste godine operirali su mu kamence na mjehuru. Dana 7. siječnja 1907. godine ustao je iz kreveta po prvi puta nakon operacije. Polikliniku je napustio u kolovozu 1907. godine ostavši u Beču nekoliko dana poradi oporavka. Potom se je 12. kolovoza sa suprugom uputio u Sarajevo, preko Zagreba gdje su ostali nekoliko dana u posjeti kod Dušana Plavšića. Po povratku u Sarajevo vratio se je ponovno na svoju službu u Trgovačkoj školi.
Godine 1908. Kranjčevićevi prijatelji proslavili su pjesnikovu literarnu 25. obljetnicu posebnim brojem Mešićeva Behara koji je cijeli bio posvećen pjesniku. Kranjčević je tada ležao bolestan u sarajevskoj bolnici i prijatelji mu donesoše svečani broj čitajući mu njemu posvećene pjesničke i prozaičke sastavke. Nakon izlaska iz sarajevske bolnice boravio je u Kiseljaku na oporavku. Krajem rujna 1908. godine naglo je počeo slabiti.
Umro je u Sarajevu, 29. listopada 1908. godine, u 12,15 sati, u svome stanu. Pokopan je na sarajevskom groblju sv. Josipa. Pokop mu je bio 31. listopada 1908. godine. Hrvatsko kulturno društvo Napredak podiglo mu je nadgrobni spomenik, a na tome spomeniku kipar Rudolf Valdec uradio je reljef poznat pod nazivom Genij sputanih krila.

## Književno stvaralaštvo
Počeo je pisati stihove još u gimnaziji. Prvu pjesmu objavio je u pravaškome časopisu Hrvatskoj vili (Zavjet, kolovoz 1883. godine, potpisana pod šifrom Silv. Kr.), mjesec-dva prije odlaska u Rim. U uredništvu, koje tada već vodi Eugen Kumičić, borbeni stihovi mladoga, posve nepoznatog pjesnika dočekani su oduševljeno i proročanski: "Taj će vam biti najbolji hrvatski pjesnik!" Iz Rima šalje još dvije pjesme sušačkoj Slobodi (Pozdrav i Senju-gradu, 1884.), a vrativši se iz Rima objavljuje u Viencu značajnu pjesmu Noć na Foru i u Senju, odmah zatim, prvu zbirku Bugarkinje (1884.). Tako je za samo godinu dana obilježio prostor svoga pjesništva i najavio svoj pjesnički put: punih dvadeset i pet godina, od Zavjeta 1883. godine do Hristove slike u Savremeniku 1908. godine, teći će crtom koju definiraju tri uporišne točke: Domovina – Čovjek – Bog. Dosljedno na toj crti, Kranjčević se nije mijenjao nego rastao i sazrijevao.
Bugarkinje su bile dočekane s naglašenim priznanjima. Milivoj Šrepel napisao je o njima prvu kritiku u Viencu, s puno izričitih pohvala, predvidjevši da na putu koji pjesnika čeka "umjesto lovora raste gorki pelin, pa se zato i u njegovu stvaralaštvu često javlja britki sarkazam i hladna ironija". Sve su ove oznake (sarkazam, ironija, gorki pelin) bile izvanredno točne; ali, da su Bugarkinje predstavile Kranjčevića kao autentičnog "barjaktara slobode", kako je poslije malo bombastično rekao Krleža; da su one bile kompletan program i pjesnički i politički, u kome je posvetna pjesma Šenoi jasno izražen pjesnički credo dok su pjesme Hrvatskoj, Narodu i Radniku tri stožera pjesnikova nacionalnog i političkog uvjerenja, pravaškog i svehrvatskog; da je u takvu pjesničkom konceptu poete vatesa korijen Kranjčevićeve patetike i smisao njegove malo podignute retoričnosti, ali i snaga uzgona koja ga je digla do univerzalnosti i kozmičke svijesti; i da je u tome sav profetizam i gorčina ove poezije, pa i njezin makabrizam, a da je upravo to, po riječima Ive Frangeša, razlikovalo pjesništvo mladoga Kranjčevića od rodoljubno-deklarativne i ljubavno-romantične poezije Harambašićeve, sve se to raspoznalo nešto kasnije.
Do iduće njegove zbirke (Izabrane pjesme, 1898.) proći će više od deset godina, od nje do sljedeće (Trzaji, 1902.) još četiri, a onda još šest do posljednje (Pjesme, 1908.). Sve one potvrđuju, da su godine provedene u Bijeljini (1888. – 1892.) i drugi put u Livnu (1892. – 1893.) bile njegovo najplodnije razdoblje pune pjesničke zrelosti. Tada nastaju znamenite pjesme Ditiramb, Angelus, Iza spuštenijeh trepavica (1892.), Mojsije ↓1, Lucida intervalla (1893.), a zatim i Mramorna Venus (1894.), Anđeo bola, Heronejski lav (1895.), Misao svijeta, Zadnji Adam (1896.), Resurrectio, Moj dom (1897.), Sveljudski hram (1901.) i druge. Ako je osamdesetih godina hrvatskom književnošću dominirala proza, devedesetih godina prvenstvo pripada Kranjčevićevu pjesništvu, koje u posljednjem desetljeću 19. stoljeća dostiže svoj zenit. Bilo je kritičara koji su vidjeli taj zenit u misaonosti Kranjčevićeve poezije i njezinu zaletu u kozmički beskraj, pa su ga neki i nazivali – sasvim pogrešno, uostalom filozofskim pjesnikom. A on to nije bio. Svaka filozofičnost pretpostavlja neki sustav, a u Kranjčevićevoj poeziji nema ni jedinstvenog misaonog sustava ni razvijena programa: ni političkog ni nacionalnog ni filozofskog. Ni pjesničkog! Njegove misli, gledane kao filozofija, nisu ni osobito nove ni naročito duboke. A ipak nas osvajaju, jer su izražene pjesnički, jer su pretočene u pjesmu, jer su poezija.
Kao pjesnika zanimale su ga sve brige i tegobe njegova naroda, a izražavao ih je uz pomoć biblijskih i antičkih parabola, simbola iz povijesti kršćanstva i židovskog naroda; njihovom je alegoričnošću odijevao temeljna ljudska pitanja o svemiru, o životu, o neskladu ideala i zbilje, o svrsi čovjeka i prirode, o vjeri, o Crkvi, o Bogu, o smrti, o ljubavi i suzi, o grijehu i o sreći, o pravdi, o slobodi – o pitanjima koja bi inače bila više nego obična; o tragikomediji svijeta, za koji ni on, kao ni njegova velika pjesnička simpatija Heine, nije uvijek pravo znao, je li bolnica ili umobolnica. Svemirske vizije koje otkriva njegova poezija izrasle su iz mračne stvarnosti khuenovske Hrvatske. Sve patnje što su ih trpjeli njegova pogažena domovina i njegov poniženi narod doživljavao je starčevićanskim očajavanjem i proživljavao svojim pjesničkim senzibilitetom tako intenzivno, da je njihov domet prelazio granice zemaljske stvarnosti. Kozmička dimenzija njegova pjesništva, o kojoj se toliko govorilo i nagađalo, suvislo i nesuvislo, nije zapravo ništa drugo nego bolni odjek i projekcija hrvatske nesreće. Ona proizlazi iz nesklada svijeta – i u neskladu svijeta završava.
Prevodio je s njemačkog i engleskog jezika, a njegova djela prevedena su na bugarski, češki, esperanto, francuski, mađarski, makedonski, njemački, poljski, ruski, slovački, slovenski i talijanski jezik.

## Djela

### Pjesništvo
Kranjčevićev pjesnički opus sastoji se od 421 objavljene pjesme. Glavnina je objavljena u četiri zbirke pjesama, dok su neke objavljene posmrtno u izborima pjesama.

#### Zbirke pjesama
- Bugarkinje, Troškom i tiskom Marijana Župana, Senj, 1885.
- Izabrane pjesme, Naklada Matice hrvatske, Zagreb, 1898.
- Trzaji, Tisak i naklada N. Pissenbergera i J. Schnürmachera komanditnog društva, Donja Tuzla, 1902.
- Pjesme, Društvo hrvatskih književnika, Zagreb, 1908. ↓2

### Proza
Prozni radovi tiskani su mu posmrtno u zbirci Pjesnička proza (1912.). Kranjčevićeva proza nije toliko značajna kao pjesništvo, a u opusu se ističu kratke priče Prvi honorar, Žena, Tko će osloboditi narod...?, Priča iz pradavnih dana, te osobito oratorij Prvi grijeh kojeg je napisao 1893. godine. Oratorij je 1907. godine uglazbio Ivan Zajc.

### Drama
Iza Kranjčevića u rukopisu ostao je nacrt i prvi prizori aktualne društvene drame Za drugoga, a po tome nacrtu je, po želji njegove supruge Gabrijele, Milan Ogrizović napisao dramu koju je 1910. godine ponudio zagrebačkome teatru, no cenzura ju nije propustila.

### Izabrana i sabrana djela
- Djela, priredio Branimir Livadić, Minerva, Nakladna knjižara d. d., Zagreb, 1933. – 1934.
  - Svezak I: Za narod, 1933.
  - Svezak II: Za čovjeka, 1934.
  - Svezak III: Pred vizijama, 1934.
  - Svezak IV: Kroz život i djelo, 1934.
- Sabrana djela, JAZU, Zagreb, 1958. – 1967., kanonsko su kritičko izdanje Kranjčevićeva opusa.[16]
  - Svezak I: Pjesme I, uredio Dragutin Tadijanović, 1958.
  - Svezak II: Pjesme II, uredio Dragutin Tadijanović, 1958.
  - Svezak III: Proza, uredio Ivo Frangeš, 1967.[20]

## Spomen
- U Muzeju književnosti i kazališne umjetnosti Bosne i Hercegovine u Sarajevu nalazi se njegova spomen-soba s većim dijelom njegove književne ostavštine.[21] Dijelovi ostavštine čuvaju se i u Zagrebu (Zavod za povijest hrvatske književnosti, kazališta i glazbe HAZU, NSK).
- Njegova digitalizirana ostavština objavljena je na međumrežju (www.sskranjcevic.hr).
- O njemu su priređene izložbe u Zagrebu 1958. (Institut za književnost JAZU) i Sarajevu 1988. godine (MKKU).
- Po njegovu liku izrađeni su portretna maska (Ivan Meštrović, 1907.), skica za spomenik (Ivan Kožarić, 1959.), portretne skulpture (Vanja Radauš, 1961.; Zvonimir Kamenar, 1978.),
- U Zagrebu mu je podignut spomenik ispred Filozofskoga fakulteta (Tomislav Ostoja, 1962.) i postavljeno poprsje ispred osnovne škole u Bogišićevoj ulici, kbr. 13 (Ksenija Kantoci). Njegove portrete u ulju naslikali su Bela Čikoš Sesija, 1908. i Miljenko Stančić, 1961.).
- Njegov lik je na poštanskoj marki koju je izdala Hrvatska pošta u seriji Znameniti Hrvati, 2008. godine.[22]

## Napomene
1. ↑1 Kranjčević je bio strastveni pravaš – borio se za samostalnost hrvatske države, pa je tako u njegovoj epskoj pjesmi Mojsije lik Mojsija simbol Ante Starčevića (začetnika pravaša), a nezahvalni Židovi koji se klanjaju zlatnom teletu simbol su Hrvata koji se priklanjaju Mađarskoj ili Austriji.
2. ↑2  Knjiga je izašla u drugoj polovici 1909. godine, "iako je na njoj označena 1908. kao godina izdanja".[19]